# Terville Florange Olympique Club
Il Terville Florange Olympique Club è una società pallavolistica femminile francese con sede a Terville: milita nel campionato di Ligue A.

## Storia
La società del Terville Florange OC è stata fondata nel 1993. Dopo aver partecipato a campionati di carattere locale, nel 1996, accede in Nationale 3. Nel 1999 viene promossa in Nationale 2, mentre nel 2002 arriva in Nationale 1 ed ancora nel 2007 ottiene la promozione in Pro A, massima serie del campionato francese. Nella stagione 2009-10, complice l'ultimo posto in classifica retrocede in DEF, ma la stagione successiva ritorna nuovamente in Ligue A; al termine della stagione 2011-12 retrocede in DEF.
Nella stagione 2013-14, grazie ad una nuova promozione torna a disputare la Ligue A; a seguito dell'ultimo posto in classifica nella stagione 2016-17, retrocede in Élite. Torna a disputare la massima serie, a seguito della promozione, nella stagione 2019-20.

## Rosa 2019-2020
| N° | Nome                | Ruolo | Data di nascita   | Nazionalità sportiva |
| -- | ------------------- | ----- | ----------------- | -------------------- |
| 1  | Mariam Sidibé       | C     | 17 maggio 1993    | Francia              |
| 2  | Inga Polet          | S     | 17 agosto 2002    | Francia              |
| 3  | Anastasija Gorelina | O     | 24 agosto 1996    | Kazakistan           |
| 4  | Margaux Bouzinac    | P     | 4 settembre 1996  | Francia              |
| 6  | Kylie Pickrell      | P     | 5 settembre 1996  | Stati Uniti          |
| 7  | Eliise Hollas       | C     | 29 dicembre 1993  | Estonia              |
| 8  | Yousra Souidi       | L     | 16 agosto 2000    | Francia              |
| 9  | Mélandra Borel      | S     | 3 ottobre 1997    | Francia              |
| 10 | Ashlyn MacGregor    | C     | 25 settembre 1994 | Stati Uniti          |
| 11 | Júlia Kavalenka     | O     | 2 marzo 1999      | Portogallo           |
| 13 | Polina Bratuhhina   | S     | 7 dicembre 1987   | Estonia              |
| 16 | Courtney Schwan     | S     | 9 maggio 1996     | Stati Uniti          |
| 17 | Alicia Huet         | C     | 8 aprile 2001     | Francia              |
| 18 | Athénaïs Vivien     | L     | 12 luglio 1999    | Francia              |
| 19 | Perrine Blanc       | S     | 8 luglio 2003     | Francia              |
| 20 | Cassie Messein      | P     | 5 marzo 2002      | Francia              |